# Wahlen zum Senat der Vereinigten Staaten 1980
Die Wahlen zum Senat der Vereinigten Staaten 1980 zum 97. Kongress der Vereinigten Staaten fanden am 4. November statt. Sie waren Teil der Wahlen in den Vereinigten Staaten an diesem Tag und fielen mit der Präsidentschaftswahl zusammen, bei der Ronald Reagan erstmals zum Präsidenten gewählt wurde. Im Zuge der Mobilisierung für Reagan konnten die Republikaner 12 Sitze im Senat gutmachen und die Demokraten als Mehrheitspartei ablösen.
Zur Wahl standen die 34 Sitze der Klasse III, Nachwahlen für vorzeitig aus dem Amt geschiedene Senatoren fanden keine statt. 24 dieser Senatoren gehörten der Demokratischen Partei an, 10 den Republikanern. 16 Amtsinhaber konnten ihre Sitze verteidigen, 10 Demokraten und 6 Republikaner. Die Republikaner konnten aber auch 12 bisher von Demokraten gehaltene Sitze gewinnen, während es den Demokraten nicht gelang, einen Sitz der Republikaner zu erobern. Damit verloren die Demokraten ihre bisherige Mehrheit im Senat von 58 Sitzen und erhielten nur noch 46, die Republikaner verbesserten sich von 41 auf 53. Der unabhängige Senator stand nicht zur Wahl.
Der demokratische Senator von New Jersey Harrison A. Williams trat im März 1980 zurück, um einem Ausschluss aus dem Senat zuvorzukommen. Zu seinem Nachfolger ernannte Gouverneur Thomas Kean den Republikaner Nicholas F. Brady. Damit erhöhte sich die Mehrheit der Republikaner auf 54 Sitze, die Demokraten fielen auf 45.
Zu Veränderungen nach der Wahl siehe auch Liste der Mitglieder des Senats im 97. Kongress der Vereinigten Staaten.

## Ergebnisse
| Staat          | Amtierender Senator  | Partei       | Ergebnis                   | Neuer Senator    |
| -------------- | -------------------- | ------------ | -------------------------- | ---------------- |
| Alabama        | Donald W. Stewart    | Demokrat     | Zugewinn Republikaner      | Jeremiah Denton  |
| Alaska         | Mike Gravel          | Demokrat     | Zugewinn Republikaner      | Frank Murkowski  |
| Arizona        | Barry Goldwater      | Republikaner | wiedergewählt              | Barry Goldwater  |
| Arkansas       | Dale Bumpers         | Demokrat     | wiedergewählt              | Dale Bumpers     |
| Colorado       | Gary Hart            | Demokrat     | wiedergewählt              | Gary Hart        |
| Connecticut    | Abraham A. Ribicoff  | Demokrat     | von Demokraten gehalten    | Chris Dodd       |
| Florida        | Richard Stone        | Demokrat     | Zugewinn Republikaner      | Paula Hawkins    |
| Georgia        | Herman Talmadge      | Demokrat     | Zugewinn Republikaner      | Mack Mattingly   |
| Hawaii         | Daniel Inouye        | Demokrat     | wiedergewählt              | Daniel Inouye    |
| Idaho          | Frank Church         | Demokrat     | Zugewinn Republikaner      | Steve Symms      |
| Illinois       | Adlai Stevenson      | Demokrat     | von Demokraten gehalten    | Alan J. Dixon    |
| Indiana        | Birch Bayh           | Demokrat     | Zugewinn Republikaner      | Dan Quayle       |
| Iowa           | John Culver          | Demokrat     | Zugewinn Republikaner      | Chuck Grassley   |
| Kalifornien    | Alan Cranston        | Demokrat     | wiedergewählt              | Alan Cranston    |
| Kansas         | Bob Dole             | Republikaner | wiedergewählt              | Bob Dole         |
| Kentucky       | Wendell Ford         | Demokrat     | wiedergewählt              | Wendell Ford     |
| Louisiana      | Russell B. Long      | Demokrat     | wiedergewählt              | Russell B. Long  |
| Maryland       | Charles Mathias      | Republikaner | wiedergewählt              | Charles Mathias  |
| Missouri       | Thomas Eagleton      | Demokrat     | wiedergewählt              | Thomas Eagleton  |
| Nevada         | Paul Laxalt          | Republikaner | wiedergewählt              | Paul Laxalt      |
| New Hampshire  | John A. Durkin       | Demokrat     | Zugewinn Republikaner      | Warren Rudman    |
| New York       | Jacob K. Javits      | Republikaner | von Republikanern gehalten | Al D’Amato       |
| North Carolina | Robert Burren Morgan | Demokrat     | Zugewinn Republikaner      | John Porter East |
| North Dakota   | Milton Young         | Republikaner | von Republikanern gehalten | Mark Andrews     |
| Ohio           | John Glenn           | Demokrat     | wiedergewählt              | John Glenn       |
| Oklahoma       | Henry Bellmon        | Republikaner | von Republikanern gehalten | Don Nickles      |
| Oregon         | Bob Packwood         | Republikaner | wiedergewählt              | Bob Packwood     |
| Pennsylvania   | Richard Schweiker    | Republikaner | von Republikanern gehalten | Arlen Specter    |
| South Carolina | Fritz Hollings       | Demokrat     | wiedergewählt              | Fritz Hollings   |
| South Dakota   | George McGovern      | Demokrat     | Zugewinn Republikaner      | James Abdnor     |
| Utah           | Jake Garn            | Republikaner | wiedergewählt              | Jake Garn        |
| Vermont        | Patrick Leahy        | Demokrat     | wiedergewählt              | Patrick Leahy    |
| Washington     | Warren G. Magnuson   | Demokrat     | Zugewinn Republikaner      | Slade Gorton     |
| Wisconsin      | Gaylord Nelson       | Demokrat     | Zugewinn Republikaner      | Bob Kasten       |

- wiedergewählt: ein gewählter Amtsinhaber wurde wiedergewählt.